# Mohamed Lokmane Hadjidj
Mohamed Lokmane Hadjidj (en arabe : محمد لقمان حجيج) est un footballeur algérien né le 21 février 1991 à Batna. Il évolue au poste d'arrière gauche à l'AS Khroub.

## Biographie
Il évolue en première division algérienne avec les clubs, du CA Bordj Bou Arreridj, du CA Batna et du MSP Batna. Il dispute 31 matchs en inscrivant un but en Ligue 1.

## Palmarès
MC El Eulma
- Championnat d'Algérie D2 (1) :
  - Champion : 2007-08.